# Nogometno Društvo Mura 05
El Nogometno Društvo Mura 05 fou un club de futbol eslovè de la ciutat de Murska Sobota.

## Història
El club va ser fundat el 1924 com a NK Mura. El 16 de juny de 2005 fou refundat amb la denominació Nogometno Društvo Mura 05. L'estiu de 2013 fou dissolt per problemes econòmics. Un nou club va ser fundat a la ciutat amb el nom NŠ Mura.

## Palmarès
- Copa eslovena de futbol (1):
  - 1994/95